# 제15회 골든 글로브상
제15회 골든 글로브상은 1957년 상영된 영화 중 가장 뛰어난 영화를 수상하기 위해 1958년 2월에 열린 시상식이다. 미국,엠버서더 호텔/코코넛 그로브에서 개최되었다.

## 수상 및 후보

### 세실 B. 데밀 상
- 버디 애들러 수상

### 작품상-드라마
- 콰이강의 다리 - 데이빗 린 수상
- 12인의 노한 사람들 - 시드니 루멧
- 사요나라 - 조슈아 로간
- 와일드 이즈 더 윈드 - 조지 큐커
- 정부 - 빌리 와일더

### 여우주연상-드라마
- 이브의 세 얼굴 - 조앤 우드워드 수상
- 빗물 가득 - 에바 마리 세인트
- 미스터 앨리슨 - 데보라 카
- 와일드 이즈 더 윈드 - 안나 마냐니
- 정부 - 마를렌 디트리히

### 남우주연상-드라마
- 콰이강의 다리 - 알렉 기네스 수상
- 12인의 노한 사람들 - 헨리 폰다
- 빗물 가득 - 안소니 프란시오사
- 사요나라 - 말론 브란도
- 정부 - 찰스 로튼

### 작품상-뮤지컬코미디
- 레스 걸스 - 조지 큐커 수상
- 물 가까이 가지 마라 - Charles Walters
- 하오의 연정 - 빌리 와일더
- 팔 조이 - 조지 시드니
- 실크 스타킹 - 루벤 마모울리언

### 여우주연상-뮤지컬코미디
- 레스 걸스 - 케이 켄들 수상
- 레스 걸스 - 타이나 엘그
- 하오의 연정 - 오드리 헵번
- 실크 스타킹 - 시드 카리스
- 디스 콜드 비 더 나이트 - 로버트 와이즈

### 남우주연상-뮤지컬코미디
- 팔 조이 - 프랭크 시나트라 수상
- 물 가까이 가지 마라 - 글렌 포드
- 하오의 연정 - 모리스 슈발리에
- 마이 맨 갓프리 - 데이빗 니븐
- 윌 석세스 스포일 락 헌터 - 토니 랜들

### 여우조연상
- 정부 - 엘자 란체스터 수상
- 페이튼 플레이스 - 밀드레드 더녹
- 페이튼 플레이스 - 호프 레인지
- 사요나라 - 우메키 미요시
- 에스더 코스텔로의 이야기 - 헤더 시어스

### 남우조연상
- 사요나라 - 레드 버튼즈 수상
- 12인의 노한 사람들 - 리J.콥
- 콰이강의 다리 - 하야카와 세슈
- 그레이트 맨 - 에드 윈
- 레인트리 카운티 - 나이젤 패트릭

### 외국어 영화상
- 펠릭스 크룰의 고백 - 커트 호프만 수상
- 황색 까마귀 - Heinosuke Gosho 수상
- 티족 - Ismael Rodriguez 수상

### 감독상
- 콰이강의 다리 - 데이빗 린 수상
- 12인의 노한 사람들 - 시드니 루멧
- 빗물 가득 - 프레드 진네만
- 사요나라 - 조슈아 로간
- 정부 - 빌리 와일더